# Clovis Trouille
Camille Clovis Trouille (La Fère, Aisne, 24 de octubre de 1889, París, 24 de septiembre de 1975) fue un pintor francés.
Su pintura exaltaba el color y el erotismo, estaba cercana al surrealismo, y fue destacado en 1930 por André Breton. Sin embargo, se alejó de esa corriente reivindicando sus influencias renacentistas.
No es muy conocido, ya que nunca persiguió la gloria. Pintaba como afición cuadros en los que el anticlericalismo y el antimilitarismo se repiten con frecuencia. Había sufrido un gran trauma durante la Primera Guerra Mundial. Se autodefinía como anarquista, y su obra debe mucho a la cultura de masas y al kitsch.
Algunas de sus obras pueden verse en el Museo de Picardía de Amiens.